# Вежбиця (Красноставський повіт)
Вежбиця (пол. Wierzbica) — село в Польщі, у гміні Рудник Красноставського повіту Люблінського воєводства.
Населення — 207 осіб (2011).
У 1975-1998 роках село належало до Замойського воєводства.

## Демографія
Демографічна структура станом на 31 березня 2011 року:
|          | Загалом | Допрацездатний вік | Працездатний вік | Постпрацездатний вік |
| -------- | ------- | ------------------ | ---------------- | -------------------- |
| Чоловіки | 98      | 17                 | 66               | 15                   |
| Жінки    | 109     | 18                 | 53               | 38                   |
| Разом    | 207     | 35                 | 119              | 53                   |